# 아르튀르 오네게르
아르튀르 오네게르(프랑스어: Arthur Honegger, 1892년~1955년)은 프랑스의 작곡가이다. '프랑스 6인조'의 한 사람으로서 현대 음악을 작곡하였다. 취리히 및 파리 음악원에서 공부하고 당디에게서 배웠다. 대위법과 불협화음을 사용하여 많은 작품을 발표하였다. 특히 기계미를 음의 세계에 표현한 <태평양 231형>은 유명하다. 1947년 미국으로 건너가 버크셔 음악 센터의 작곡 교수가 되었다. 작품으로 <럭비> <화형장의 잔 다르크> 등이 있다.